# The Neverhood
The Neverhood è un videogioco del 1996 con grafica basata su claymation e stop motion, creato dalla DreamWorks Interactive per PlayStation e Windows. Ha avuto successivamente anche un sequel, Skullmonkeys.

## Trama
Figlio di Quater e fratello di sei esseri divini, Hoborg creò l'Everhood, un luogo dove sarebbe vissuto per l'eternità. Sentendosi solo decise di creare un essere a sua immagine e somiglianza, utilizzando un Seme della Vita; la creatura di nome Klogg, viene calorosamente accolta da Hoborg, il quale gli spiega che tutto ciò che vede è loro. Per pura malizia, sfortunatamente, Klogg cerca di sgraffignarli la corona, fonte del potere di Hoborg, ma fallisce e viene sgridato per il suo comportamento. Ma neanche la ramanzina di Hoborg cancella i piani malvagi di Klogg e alla fine riesce a prendere l'oggetto, autoproclamandosi Re del Neverhood. Mentre il re deposto comincia ad addormentarsi, poiché senza corona, l'ursupatore non riesce a contenere la potenza dell'artefatto e si trasforma, diventando una versione mostruosa di sé stesso. Scoprendo il punto debole di suo padre, decide di rinchiuderlo lì e riempire il suo dominio di esseri malvagi, in modo da rendere il posto più adatto a lui. Sfortunatamente per lui, uno degli aiutanti di Hoborg nonché nipote, Willie Trombone, prende un Seme della Vita dal corpo senza vita di Hoborg e lo porta in un posto sicuro così da creare un essere che possa portare la pace nel Neverhood: nasce così Kleymen, che poco dopo si sveglia e comincia istintivamente a gironzolare per tutta l'area.
Negli eventi del gioco, Kleymen riesce a risvegliare Bill il Robot e a uccidere i diversi mostri di Klogg (come Weasel, un granchio verde e la Bestia ad Orologeria, Clockwork Beast), raggiungendo tramite vari meccanismi il castello di Hoborg; durante l'ultima battaglia sia Willie che Bill precipitano nello spazio profondo. Qui incontra il suo perfido fratello, che gli propone di fare una tra due scelte:
- Prendere la corona e diventare re, diventando a sua volta cattivo, ottenendo una Bad Ending.
- Esitare e salvare il padre.

Klaymen decide di fare la scelta giusta e va da Hoborg, risvegliandolo. Klogg tenta di assassinare entrambi, ma calpesta per sbaglio un telecomando ed un missile ben mirato lo fa precipitare nelle vastità dell'Universo. In seguito all'evento Hoborg porta suo figlio alla piazza principale del Neverhood e gli crea dopo un po' di tempo 18 fratelli con cui vivere e divertirsi. Inoltre, Willie e Bill vengono ripescati dal vuoto cosmico e riportati a casa.

## Modalità di gioco
Il gioco è un misto tra platform e in prima persona, impersonando Klaymen nelle aree più vaste. Quando invece vi sono degli ostacoli da superare, tipo nemici, enigmi o percorsi, la visuale sarà in un 2d a tre dimensioni, con Klaymen che sarà capace di andare a destra o a sinistra in base alle scelte del giocatore. Dato il gran numero di sfide presenti nel gioco, dei consigli possono essere trovati nelle lettere di Willie, che possono essere trovate nella casa in cui Kleymen nacque.
A differenza di molti giochi dello stesso tipo, il Neverhood non usa né le vite né le barre della vita; invece, ci sono solo due modi per morire: cadere in un buco dove è scritto proprio di non finirci sopra oppure prendere la corona di Hoborg. Oltre a ciò vi è solo la vittoria.
Particolare famoso del gioco è anche la comicità delle scene, che possono susseguirsi in diversi modi o ripetersi all'infinito. Alcune scene in pura clay-motion possono avere effetti incredibili, come mangiare per tre volte le bacche molto gassose di un fungo.

## Personaggi

### Klaymen
Letteralmente "uomo d'argilla", è il protagonista della storia. Alto, con una piccola appendice nera sulla testa e grandi labbra rosse, ha come obiettivo portare la pace nel suo mondo, turbata dal malvagio Klogg. È cugino di Willie Trombone, poiché questi è il figlio di uno dei fratelli maggiori di Hoborg, Ottoborg.
Klaymen non sa all'inizio chi è e gironzola come un neonato alla ricerca di stimoli. Solo Willie e Bill lo aiuteranno a scoprire la propria identità. Col passare del tempo matura così velocemente da poter guidare persino il robot dall'interno e a salvare infine il proprio regno.

### Willie Trombone
Come detto primo, questo personaggio dal basso intelletto ma dal gran cuore è cugino di Klaymen, nonché aiutante di Hoborg, il vero re del Neverhood. È molto goloso nonostante l'aspetto mingherlino ed è noto per mangiarsi qualsiasi cosa inanimata che cade davanti a lui. È notabile per un'appendice a forma di cerchio, denti sporgenti e spuntoni sulla schiena.
Prima degli eventi del gioco, visse assieme ai suoi fratelli e il padre Ottoborg, ma la gravità del loro mondo era così instabile che tutti andarono alla deriva nello spazio. Willie fu trovato prima da Bill il Robot, creazione di suo padre, e poi da Hoborg, aiutandolo nel cercare uno speciale tipo di argilla indistruttibile. Eventualmente fu trovata ed usata per creare il Neverhood. Durante il gioco si possono trovare dei dischi nei quali spiega a Klaymen chi è, come è finito lì e perché deve trovare Hoborg.

### Hoborg
Re e creatore del Neverhood. Il suo nome significa "grande cuore". Come spiega Willie con un bonus del gioco, fu lui a creare Klogg. Egli voleva mirare alla corona e al trono del suo mondo e ci riuscì, facendo cadere Hoborg in un sonno profondo che verrà terminato dall'arrivo di Kleymen.Alla fine del gioco, come ricompensa, il re gli crea tanti suoi numerosi simili con cui convivere.

### Klogg
Il cattivo della storia. Era originariamente simile a Klaymen, ma per gli effetti collaterali della corona acquisì un aspetto mostruoso. Se si riesce a finire il gioco, verrà catapultato nello spazio verso il Pianeta Idznak, luogo principale del seguito Skullmonkeys.

## Sequel
Un sequel per The Neverhood è stato distribuito nel 1998 per PlayStation con il titolo Skullmonkeys ma non si trattava di un altro punta e clicca ma bensì di un Videogioco a piattaforme. Skullmonkeys non fu un successo come il primo capitolo.
Il 12 marzo 2013, il game designer del primo capitolo Doug TenNapel si unisce agli artisti/animatori di Neverhood ed Earthworm Jim Ed Schofield e Mike Dietz della Pencil Test Studios per sviluppare "un'avventura punta e clicca basata su claymation e stop-motion". Anche se hanno dichiarato che non sarà un sequel di The Neverhood userà lo stesso identico stile di disegno ed umore ed inoltre le tracce sonore saranno composte dallo stesso compositore del primo capitolo Terry Scott Taylor. Il gioco, chiamato Armikrog, è uscito il 20 settembre per piattaforma Microsoft Windows, OS X e Linux.

## Colonna sonora
Nel 2004, otto anni dopo l'uscita del gioco, ne è stata messa in vendita la colonna sonora, Imaginarium: Songs from the Neverhood. Ecco la lista delle canzoni:
Disco uno
1. "Klaymen Shuffle" – 1:45
2. "Olley Oxen Free" – 1:20
3. "Everybody Way Oh!" – 1:37
4. "Rock and Roll Dixie" – 1:12
5. "Cough Drops" – 1:45
6. "Skat Radio" – 2:03
7. "Lowdee Huh" – 1:27
8. "Klaymen's Theme" – 2:42
9. "Operator Plays a Little Ping Pong" – 1:11
10. "Jose Feliciano" – 1:53
11. "Homina Homina" – 1:31
12. "Potatoes, Tomatoes, Gravy, and Peas" – 1:19
13. "Triangle Square" – 1:08
14. "Dum Da Dum Doi Doi" – 1:54
15. "Southern Front Porch Whistler" – 1:23
16. "Confused and Upset" – 0:57
17. "The Neverhood Theme" – 3:23
18. "The Weasel Chase" – 1:33
19. "Pulling of the Pin" – 2:56
20. "The Battle of Robot Bil" – 2:46
21. "Klogg's Castle" – 2:36
22. "Time to Goof Off" – 2:37
23. "Klaymen Takes the "A" Train" – 1:00
24. "Low Down Doe" – 0:50
25. "Gargling Drummer" – 0:38
26. "Resolution #8" – 1:03
27. "An Elf Sings His ABC's" – 0:28
28. "Thumb Nail Sketch" – 1:11
29. "I'm Thirsty, I Need Wahwah" – 0:44
30. "Sound Effects Record #32" – 1:41
31. "The Laughing, Crying, Screaming Masses" – 0:55
32. "Sound Effects Record #33" – 1:43
33. "B3, B.C." – 0:28
34. "Coffee and Other Just Desserts" – 1:11
35. "Spring Has Sprung" – 0:57
36. "Chiming In" – 0:46
37. "Scary Robot Man" – 0:43
38. "Playing Pool in Outer Space" – 1:41
39. "Down in the Mines" – 0:27
40. "Olley Oxen Free" (Demo Bonus Track) – 1:11
41. "Rock and Roll Dixie" (Demo Bonus Track) – 1:03
42. "Jose Feliciano" (Demo Bonus Track) – 1:30
43. "Klaymen's Theme" (Demo Bonus Track) – 2:17

Disco due
1. "Skullmonkeys (The Theme)" – 1:54
2. "Incident at Skullmonkey Gate" – 2:01
3. "She Reminded Me with Science" – 2:05
4. "Monkey Shrines" – 2:11
5. "Hard Boiler Eggs" – 2:03
6. "Sno, Yell Oh!" – 2:12
7. "Monkey Brand Hot Dogs" – 2:08
8. "Elevated Structure of Terror" – 2:02
9. "Death Garden Jive" – 2:08
10. "Pineapple Mine Fields" – 2:07
11. "Life Among the Weeds" – 1:41
12. "The Secret Egg" – 2:03
13. "Monk Rushmore (Presidential Funky Monkey)" – 1:41
14. "Sour Head Hauksa Loukee" – 2:03
15. "Beep Bop Bo Shards" – 2:01
16. "Castle de Los Muertos (The Plate Ees Hot!)" – 2:01
17. "The Incredible Divy Run" – 1:54
18. "The Worm Graveyard" – 2:00
19. "The Evil of Engine Number Nine" – 2:08
20. "Eeeeeeeeeeeeee!!!" – 2:04
21. "Sub Standard Pirate" – 2:09
22. "Psychedelic Boogie Child" – 1:56
23. "The Lil' Bonus Room" – 2:16
24. "Musical Fruit" – 0:52
25. "BoomBots Bonus Song" – 2:26
26. "Klogg Is Dead!" – 0:51
27. "Funkybots (The Boombot Theme)" – 2:13
28. "Boombombs Away!" – 1:58
29. "Sister Soulboom" – 2:00
30. "The Last Thing We Never Said" – 2:04
31. "My Stupid Lullaby" (Geekdad Theme; Bonus Track) – 0:58
32. "Untitled Lost Demo #1" (Bonus Track) – 1:44
33. "Untitled Lost Demo #2" (Bonus Track) – 3:02
34. "Eee-I-Ohh" (Demo Bonus Track) – 2:44

## Accoglienza
Keith Stuart di The Guardian considerò The Neverhood come uno dei trenta migliori videogiochi dimenticati nel corso del tempo.